# A Simple Plan
A Simple Plan é um filme teuto-nipo-franco-britânico-estadunidense de 1998 dirigido por Sam Raimi.

## Sinopse
O filme conta a história de Hank, um habitante de uma pequena cidade do Minnesota onde, apesar dos seus estudos, trabalha numa loja de sementes e que está prestes a ser pai. Um dia Hank, o seu irmão e o seu amigo encontram um avião caído na floresta e, acidentalmente, dão de caras com um saco que contém nada mais nada menos do que 4,4 milhões de dólares. Fica decidido que os três guardariam o dinheiro até terem a certeza que é seguro gastá-lo, no entanto as coisas começam a complicar-se.

## Elenco
- Bill Paxton… Hank Mitchell
- Bridget Fonda… Sarah Mitchell
- Billy Bob Thornton… Jacob Mitchell
- Brent Briscoe… Lou Chambers
- Jack Walsh… Tom Butler
- Chelcie Ross… Sheriff Carl Jenkins
- Becky Ann Baker… Nancy Chambers
- Gary Cole… Neil Baxter

## Principais Prémios e Nomeações
Oscar 1999
- Nomeação para Billy Bob Thornton na categoria de "Melhor Actor Secundário"

Globos de Ouro 1999
- Nomeação para Billy Bob Thornton na categoria "Melhor Actor Secundário Num Filme Dramático"